# Il Cristo giallo
Il Cristo giallo (Le Christ jaune) è un dipinto del pittore francese Paul Gauguin, realizzato nel 1889 e conservato alla Albright-Knox Art Gallery di Buffalo.

## Descrizione
Gauguin qui si confronta con un tema religioso: la crocifissione di Gesù. Mentre però secondo il racconto dei Vangeli il supplizio di Gesù Cristo sulla croce sarebbe avvenuto sulla piccola altura del Golgota, a nord di Gerusalemme, Gauguin opera una trasposizione spazio-temporale, e riconduce l'evento alla dimensione quotidiana della Bretagna ottocentesca, regione presso la quale egli risiedeva sin dal 1886.
Riprendendo il commento dello stesso Gauguin, l'opera raffigura «un Cristo pietoso e selvaggio [...] imbrattato di giallo» sullo sfondo di «una campagna affogata nel giallo». Mai descrizione poteva essere più veritiera: le campagne bretoni, costellate qua e là di alberi che divampano con una suggestiva colorazione rosso-arancio, si tingono infatti di un giallo intensissimo, ripreso e variato nell'incarnato del Cristo, crocifisso in primo piano e circoscritto da un contorno nero e verde. Gauguin per il Gesù si ispira alle fattezze del proprio volto e, soprattutto, a un crocifisso ligneo policromo, opera tardomedievale di un artigiano minore, che aveva potuto ammirare alla cappella di Trémalo, frazione rurale poco distante da Pont-Aven. Tutt'intorno alla croce, infine, si dispongono alcune contadine bretoni abbigliate con i loro vestiti tradizionali, quasi fossero delle pie donne evangeliche.

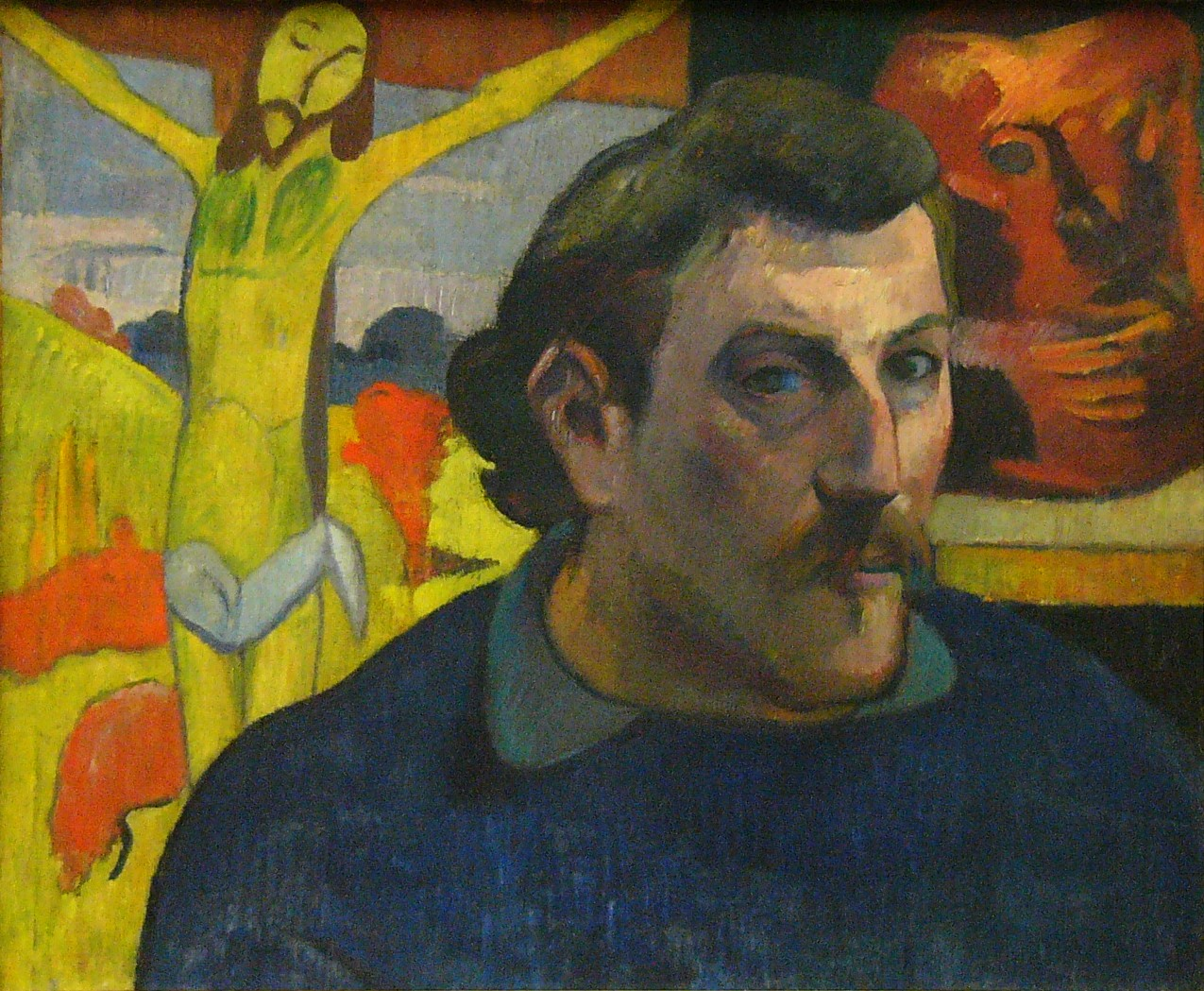
Paul Gauguin
Autoritratto dell'artista con il Cristo giallo
Museo d'Orsay, Parigi

In quest'originale reinterpretazione rustica del Crocifisso, Gauguin concede ampio spazio alle suggestioni della linea e del colore, portando forse per la prima volta ad un'espressione compiuta la sua tecnica cloisonniste. Gauguin, infatti, ne Il cristo giallo non applica il colore naturalisticamente, cioè con l'intento di riprodurre fedelmente la realtà rispettando i meccanismi che regolano la visione umana, bensì lo stende su ampie campiture omogenee, prive di effetti chiaroscurali, delimitate da contorni ben marcati. L'utilizzo quasi esclusivo dei tre colori primari (giallo, blu e rosso), poi, si giova anche di una spiccata bidimensionalità che, nel suo complesso, genera un ritmo decorativo non dissimile da quello presente nelle vetrate gotiche delle chiese bretoni, negli smalti medievali e nelle stampe dell'Estremo Oriente, particolarmente apprezzate da Gauguin. A coronare la composizione, geometricamente ben definita (l'asse di mezzeria della tela segue l'andamento del margine destro della croce, che scandisce ritmicamente lo spazio pittorico), intervengono poi le figure, rudimentalmente semplificate, sintetizzate: si noti, in tal senso, la fattura pittorica delle contadine bretoni (lo stesso Gauguin, non a caso, definiva il proprio stile «sintetismo»).
Dopo qualche anno Gauguin si è autoritratto avendo alle spalle il Crocifisso; essendosi avvalso di uno specchio, la figura di Gesù appare rovesciata.